# Marek Kejna
Marek Kejna (ur. 1961 w Nieszawie) – polski geograf i klimatolog, doktor habilitowany nauk o Ziemi, profesor uczelni na Uniwersytecie Mikołaja Kopernika w Toruniu.

## Życiorys
W 1985 ukończył studia geograficzne na Uniwersytecie Mikołaja Kopernika w Toruniu. Doktoryzował się w 1995 na macierzystej uczelni na podstawie dysertacji pt. Temperatura powietrza w regionie Zatoki Admiralicji (Wyspa Króla Jerzego, Szetlandy Pd., Antarktyka) na tle cyrkulacji atmosferycznej w świetle danych ze stacji H. Arctowskiego w latach 1985–1989, której promotorem był profesor Gabriel Wójcik. Stopień naukowy doktora habilitowanego uzyskał w 2009 na UMK w oparciu o pracę zatytułowaną: Rozkład przestrzenny i zmienność temperatury powietrza na Antarktydzie w drugiej połowie XX wieku.
Jako nauczyciel akademicki związany z Uniwersytetem Mikołaja Kopernika w Toruniu, na którym w 2015 objął stanowisko profesora nadzwyczajnego (po zmianach prawnych profesora uczelni). W latach 2009–2010 był zastępcą dyrektora Instytutu Geografii. W latach 2012–2016 pełnił funkcję prodziekana Wydziału Nauk o Ziemi, w 2016 i 2020 był wybierany na dziekana tej jednostki (od 2019 działającej jako Wydział Nauk o Ziemi i Gospodarki Przestrzennej) na czteroletnie kadencje.
Specjalizuje się w klimatologii i meteorologii. Uczestniczył w wyprawach polarnych na Spitsbergen i na Antarktydę. Opublikował ponad 260 prac. Członek Polskiego Towarzystwa Geograficznego i Polskiego Towarzystwa Geofizycznego.